# Justicia caudatifolia
Justicia caudatifolia är en akantusväxtart som först beskrevs av Hsien Shui Lo och D.Fang, och fick sitt nu gällande namn av Z.P.Hao, Y.F.Deng och T.F.Daniel. Justicia caudatifolia ingår i släktet Justicia och familjen akantusväxter. Inga underarter finns listade i Catalogue of Life.